# Гондзага
Гондза̀га (на италиански: Gonzaga, на местен диалект: Gunsaga, Гунсага) е град и община в Северна Италия, провинция Мантуа, регион Ломбардия. Разположен е на 22 m надморска височина. Населението на общината е 9107 души (към 2014 г.).